# Largo Winch (film)
Pour les articles homonymes, voir Largo Winch et Winch (homonymie).
Série
Largo Winch 2
(2011)
Pour plus de détails, voir Fiche technique et Distribution.
Largo Winch est un film franco-belgo-hongkongais réalisé par Jérôme Salle, sorti en 2008.
Il est adapté de la bande dessinée éponyme de Jean Van Hamme et Philippe Francq.
Le film présente le multimilliardaire Nerio Winch, qui à la tête du Groupe W, cinquième empire financier mondial, s'est noyé alors que son yacht naviguait un soir près de Hong Kong. En réalité, un plongeur a noyé l'homme d'affaires en le saisissant et l'entraînant sous l'eau. Mais Nerio avait une carte secrète : un héritier inattendu, Largo, adopté en secret, et confié pendant les premières années de sa vie à un couple croate, Josip et Hana, et leur fils, Goran.

## Synopsis
Le jour de la noyade de son père adoptif, Largo, en vadrouille depuis sa dispute avec celui-ci, se rend dans un village du Mato Grosso pour se faire tatouer un dessin censé le rendre invincible. Entendant les cris d'une femme, il intervient et se bat contre des mercenaires privés pour la soustraire à leurs coups.
Largo parvient à s'enfuir avec elle, et apprend qu'elle se nomme Léa. Après qu'ils ont fait l'amour, elle profite de son sommeil pour lui injecter une drogue qui le plonge dans l'inconscience. Il ne se réveille qu'à l'arrivée de policiers qui découvrent dans la chambre des sachets de drogue, un cadeau empoisonné de Léa. Ils l'arrêtent et lui promettent cinquante ans de prison.
Le lendemain, Largo parvient à enfermer les policiers venus le chercher avant de faire irruption dans le bureau de leur chef pour récupérer son passeport et s'enfuir. Il y découvre Freddy, un fidèle de Nerio, en train d'acheter sa liberté, qui lui annonce la mort de son père adoptif. Mais Largo refuse son aide, assomme le chef des policiers ripoux, récupère l'argent que Freddy avait apporté pour la transaction et s'enfuit avec celui-ci à bord d'une camionnette.
Ils se retrouvent tous deux à Hong Kong, où Largo doit être officiellement présenté comme l'héritier du Groupe W. Au même moment, les cadres supérieurs du groupe discutent de l'avenir du conglomérat, le plus grand à avoir été détenu par une seule personne. Ann Ferguson, le bras droit de Nerio, leur annonce l'existence d'un héritier dont elle dit avoir entendu parler pour la première fois la veille. Largo se présente donc à eux comme l'héritier. Mais des interrogations naissent parmi son auditoire. Certains membres sont réticents à accepter une personne aussi jeune (et surtout inconnue) pour prendre les rênes d'un tel empire. Largo clôt la discussion en indiquant que la possession de la société est matérialisée par des parts au porteur déposées dans un coffre connu de lui seul. A ce moment, un haut responsable de groupe fait soudain irruption dans la salle de réunion pour mettre en garde Largo, mais il est abattu par un tireur depuis une pièce masquée par une vitre teintée. Largo poursuit le tireur et fait alors connaissance avec le chef de la sécurité, Stephan Marcus, tandis que le tueur disparaît.
Largo apprend que le Groupe W subit discrètement une OPA hostile de la part de Korsky, un milliardaire russe qui a fait fortune dans le trafic d'armes et compte prendre le contrôle du groupe W pour blanchir son argent. Pour contrer cette OPA, Ferguson propose de contre-attaquer en s'emparant du groupe de Korsky en quelques jours. Mais pour que cette opération réussisse, le groupe doit emprunter trois milliards de dollars, ce qui est impossible vu sa situation précaire. En outre, il devrait pour cela annoncer publiquement son intention, ce qui permettrait à Korsky de se rendre moins vulnérable. Ann Ferguson fait remarquer que seul un particulier pourrait lancer une OPA hostile sans la rendre publique. Largo offre alors d'emprunter les trois milliards en mettant en garantie ses parts du Groupe W. Bien que sa légitimité en tant que successeur soit encore discutée, il passe outre et promet d'être de retour en vingt-quatre heures avec les parts du groupe, officiellement inscrites au Liechtenstein.
Largo se rend alors en Croatie, où il retrouve sa mère adoptive Hana, désormais veuve. Il récupère ensuite ses parts, mais il s'agissait d'un piège : Marcus débarque et s'en empare, sans dévoiler pour qui il travaille. Largo parvient à s'échapper mais Marcus le prend en chasse en hélicoptère, le rattrape et lui tire dessus à l'aide d'un fusil à lunette. Le jeune homme tombe d'une falaise dans la mer, laissé pour mort aux yeux de Marcus. Mais Largo survit et parvient à revenir là où vit sa mère pour constater que Marcus l'a abattue. Largo appelle une fois encore Freddy à l'aide.
Ce dernier prend contact avec Marcus, à qui il demande de rencontrer son commanditaire. Il s'avère que c'est Ann Ferguson qui était derrière cette machination depuis le début : c'est elle qui a fait assassiner Nerio Winch, car elle le savait malade et ne voulait pas que cela finisse par fragiliser le groupe Winch. C'est également elle qui a envoyé Marcus suivre Largo en Croatie, pour découvrir où se trouvaient les parts de ce dernier. Maintenant qu'elle les a récupérées, elle compte prendre la tête du groupe. Freddy prétend que Largo doit l'appeler sous peu et se dit prêt à le livrer à Ann Ferguson.
De son côté, Largo a pris contact avec Korsky et lui révèle toute l'histoire. Il lui explique qu'Ann Ferguson a prévu de contrer son OPA grâce à une contre-OPA. Il lui révèle que cette opération n'a été possible que grâce à Léa, entretemps devenue la maîtresse de Korsky et qui est en réalité une escort-girl spécialisée dans l'espionnage industriel. Largo propose à Korsky d'annuler son OPA pour qu'Ann Ferguson n'ait plus ce prétexte pour faire pression sur les actionnaires du groupe et prétendre de manière précipitée à la direction du groupe. D'abord dubitatif, Korsky finit par accepter de ramener Largo à Hong Kong pour le conseil d'administration qui doit introniser Ann Ferguson.
Mais Marcus a compris que Largo était rentré en contact avec Korsky, et retrouve sa trace dans Hong Kong. Il le poursuit brièvement sans parvenir à le rattraper. Largo parvient à l'hôtel où doit avoir lieu la conférence, monte au sommet et se retrouve face à son frère Goran. Ce dernier lui révèle que lui aussi avait été adopté par Nerio, le même jour que Largo (il était ainsi, lui aussi, fils adoptif de Hana et Josip, qui ne pouvaient avoir d'enfant) et qu'il peut donc lui aussi prétendre à l'héritage. Il s'est laissé corrompre par Ann Ferguson, qui lui a promis des dividendes réguliers du groupe W.
Largo lui annonce alors que Hana, leur mère, est morte, tuée par Marcus, l'homme de main d'Ann Fergusson. Ce dernier fait alors irruption sur le toit et s'apprête à tuer Largo. Ébranlé par ce qu'il vient d'apprendre, Goran tente de protéger Largo mais est abattu. Largo parvient au terme d'un corps à corps éprouvant à venir à bout de Marcus. Il va ensuite libérer Freddy, retenu prisonnier durant tout ce temps. Puis il rejoint l'assemblée et diffuse devant celle-ci un enregistrement clandestin accablant pour Ann Ferguson, interrompant celle-ci en plein discours. Démasquée, elle est aussitôt arrêtée par la police, tandis que Largo peut enfin prendre en main le destin de son groupe.

## Fiche technique
Sauf indication contraire, les informations mentionnées dans cette section peuvent être confirmées par la base de données cinématographiques IMDb,  présente dans la section « Liens externes ».
- Titre original : Largo Winch
- Réalisation : Jérôme Salle
- Scénario : Jérôme Salle et Julien Rappeneau, d'après la bande dessinée éponyme de Jean Van Hamme et Philippe Francq
- Musique : Alexandre Desplat
- Direction artistique : Yann Mégard
- Décors : Michel Barthélémy
- Costumes : Khadija Zeggaï
- Photographie : Denis Rouden
- Son : Jean-Paul Hurier, Philippe Amouroux, Dario Garbo
- Montage : Richard Marizy
- Production : Nathalie Gastaldo
  - Production déléguée : Georges Langlois et Eric Zaouali
  - Production associée : Philippe Godeau
  - Assistante de production : Céline Primard
  - Assistant production déléguée : Geoffroy de Boissezon
  - Production exécutive (Hong Kong) : Chen On Chu
  - Production consultant (Hong Kong) : Philip Lee
- Sociétés de production[1] :
  - France : Pan-Européenne, en coproduction avec LW Production, Wild Bunch, TF1 Films Production et Casa Productions, avec la participation de Canal+ et CinéCinéma, en association avec Sofica Valor 7 et Sofica SGAM AI Cinéma 1, avec le soutien de Angoa-Agicoa et la Procirep
  - Belgique : en association avec Araneo, avec le soutien de la Tax Shelter du Gouvernement Fédéral Belge
- Sociétés de distribution[2] : Wild Bunch International (France) ; Cinéart (Belgique) ; Lark films (Hong Kong) ; Alliance Vivafilm (Québec) ; Frenetic Films (Suisse romande)
- Budget : 25 005 806 €[3]
- Pays de production :  France,  Belgique,  Hong Kong
- Langues originales : français, anglais, serbe, portugais
- Format[4] : couleur - 35 mm / D-Cinema - 2,35:1 (Cinémascope) - son DTS | Dolby Digital
- Genre : Action, thriller et aventures
- Durée : 108 minutes
- Dates de sortie[5] :
  - France : 12 novembre 2008 (Festival du film de Sarlat) ; 17 décembre 2008 (sortie nationale)
  - Belgique, Suisse romande : 17 décembre 2008[6],[7]
  - Québec : 15 janvier 2010[8]
- Classification[9] :
  - France : tous publics[10]
  - Belgique : tous publics (Alle Leeftijden)[6]
  - Hong Kong : Ne convient pas aux jeunes et aux enfants (IIB - Catégorie Deux-B)[Note 1]
  - Québec : 13 ans et plus (violence) (13+ / 13 years and over)[8]
  - Suisse romande : interdit aux moins de 12 ans[11]

## Distribution
- Tomer Sisley : Largo Winch
  - Benjamin Siksou : Largo adolescent
  - Kerian Mayan : Largo enfant
  - Jake Vella : Largo bébé
- Kristin Scott Thomas : Ann Ferguson
- Miki Manojlović : Nerio Winch
  - Aidan Aquilina : Nerio enfant
  - Andre George Agius : Nerio adolescent
- Mélanie Thierry : Léa / Naomi
- Gilbert Melki : Freddy Kaplan
- Karel Roden (VF : Féodor Atkine) : Mikhail Korsky
- Steven Waddington (VF : Patrick Béthune) : Stephan Marcus
- Anne Consigny : Hana
- Radivoje Bukvic : Goran
  - Léo-Paul Salmain : Goran enfant
  - Julian De Gorgio : Goran bébé
  - Warren Jacquin : Goran adolescent
- Nicolas Vaude : Gauthier
- Benedict Wong : William Kwan
- Gérard Watkins : Cattaneo
- Wolfgang Pissors : Attinger
- Ted Thomas : Greenfield
- David Gasman : Alexander Meyer
- Elizabeth Bennet : Miss Pennywinkle
- Eddy Ko : Tatoueur
- Bojana Panić : Melina
  - Danica Cesljevic : Melina adolescente
- Ivan Marevich : Josip
- André Oumansky : Jacques Wallenberg
- Digger Mesch : Officier de police
- Emmanuel Avena : Hicham
- Micaelle Mee-Sook : Rebecca
- Angele Galea : Mère de Nerio Winch
- Lubomir Misak : Père de Nerio Winch
- Stuart Ong : Directeur de l'hôpital Saint John
- Marica Vuletic Naumovic : Directrice d'orphelinat
- Marija Opsenica Zivkovic : Nouvelle directrice d'orphelinat
- Nina Radonjic : Puéricultrice d'orphelinat
- Michel Dubois : Directeur d'école
- Jessie Cheung : Hôtesse restaurant
- Joe Cortis : Gardien d'orphelinat
- Sin Ho Ying Thomas : Marin du yacht
- Murray Burton : Kramer
- Jason Ying : Roomservice serveur hôtel
- Cathy Lam : Hôtesse lounge
- Predrag Vasic : Danis Vlatkovic
- Tenessa Tampied-Dupuis : Petite amie Goran
- Byron W. Jeong : Homme d'affaires chinois
- Derek Ting : Technicien hôtel
- Alberto Bettencourt : Chef des miliciens
- Oseas Garcia : Milicien
- Vincent Haquin : Milicien
- Patrick Vo : Garde du corps Marcus
- Audrey Ottaviano : Garde du corps Marcus
- Pascal Guillemin : Garde du corps Marcus
- Michael Langton : Directeur financier Korsky
- Louisa Bojesen : Présentatrice TV CNBC
- Ross Westgate : Présentateur TV CNBC
- Jacky Chu : Preneur de son TV
- Glen Chin : Policier
- Stuart Lee Markham : Policier
- Wai Fung Mak : Policier
- Paul Mau : Policier
- Emerson Cortez : Policier
- Jefferson Cortez : Policier
- Joselito Mateos : Membre du conseil Winch Co
- Koji Furudoi : Membre du conseil Winch Co
- Gérard Ouradou dit Grégory : Membre du conseil Winch Co
- Roger Kajman : Membre du conseil Winch Co
- Jean-Pierre Frankfower : Membre du conseil Winch Co
- Jean-Georges Brunet : Membre du conseil Winch Co
- David Tissot : Membre du conseil Winch Co

## Production

### Tournage
Le tournage s'est déroulé entre août et décembre 2008, principalement en Sicile, à Malte, à Hong Kong, à Macao et en Serbie[réf. nécessaire].

## Musique
Sauf indication contraire, les informations mentionnées dans cette section peuvent être confirmées par le générique de fin de l'œuvre audiovisuelle présentée ici, ainsi que par la base de données cinématographiques IMDb,  présente dans la section « Liens externes ».
- Dimna Yudda par Chet Nuneta.
- Reflexions of a life de Bill Connor.
- Milo moje par Bisera Veletanlić (en) de 1973.
- Wire To Wire (en) par Razorlight de 2008.

### Bande originale
Par Alexandre Desplat :
- Largo Winch, durée : 3 min 7 s.
- Lea's theme, durée : 1 min 47 s.
- Chosen one, durée : 5 min 48 s.
- Nerio's theme, durée : 2 min 38 s.
- Chase latino, durée : 1 min 28 s.
- Two brothers, durée : 1 min 41 s.
- The W building, durée : 2 min 47 s.
- Mato Grosso escape, durée : 1 min 55 s.
- Meyer's ear, durée : 1 min 42 s.
- Croatian sorrow, durée : 4 min 14 s.
- The orphanage, durée : 2 min 26 s.
- Hidden souvenirs, durée : 2 min 51 s.
- Dugi Otuk, durée : 1 min 26 s.
- Vision in the waves, durée : 1 min 8 s.
- Largo jumps, durée : 1 min 34 s.
- Anna's death, durée : 3 min 48 s.
- Mélina, durée : 3 min 13 s.
- The Deal, durée : 2 min 16 s.
- Korsky, durée : 3 min 12 s.
- Freddy's betrayal, durée : 1 min 43 s.
- Ferguson, durée : 1 min 30 s.
- Hong Kong chase, durée : 1 min 24 s.
- On the run, durée : 3 min 18 s.
- Roof fight, durée : 2 min 27 s.
- Épilogue, durée : 2 min 1 s.

## Accueil

### Accueil critique
Sur l'agrégateur américain Rotten Tomatoes, le film récolte 53 % d'opinions favorables pour 19 critiques. Sur Metacritic, il obtient une note moyenne de 40⁄100 pour 10 critiques.
En France, le film obtient une note moyenne de 3,3⁄5 sur le site Allociné, qui recense 26 titres de presse.

### Box office
| Pays ou région | Box-office        | Date d'arrêt du box-office | Nombre de semaines |
| -------------- | ----------------- | -------------------------- | ------------------ |
| Mondial        | 16 933 380 $      |                            | 4                  |
| France,        | 1 768 577 entrées | 25 février 2009            | 7                  |
| Belgique       | 614 300 $         | 8 février 2009             |                    |
| Russie         | 1 035 451 $       | 19 avril 2009              |                    |
| Turquie        | 63 176 $          | 8 mars 2009                |                    |
| Hongrie        | 62 922 $          | 22 mars 2009               |                    |
| Hong Kong      | 54 281 $          | 26 juin 2009               |                    |

## Distinctions
Entre 2008 et 2012, Largo Winch a été sélectionné 4 fois dans diverses catégories et a remporté 2 récompenses,.

### Récompenses
- Etoiles d'Or de la Presse du Cinéma Français 2009 : Étoile d’or de la révélation masculine française pour Tomer Sisley.
- Prix mondiaux de la bande originale 2009 : Prix mondial de la bande originale du meilleur compositeur de l'année pour Alexandre Desplat.

### Nominations
- Académie des films de science-fiction, fantastique et d'horreur-Prix Saturn 2012 : Meilleur film international.

### Sélections
- Festival du film de Sarlat 2008 : Avant-premières.